# روب برون
روب برون (16 مايو 1945 - 5 أكتوبر 2009)، متسابق دراجات نارية هولندي. نافس في سباقات بطولة العالم لفئة 500 سي سي ولفئة 250 سي سي ولفئة 50 سي سي. أفضل أنجاز له كان عام 1971 حين احتل المركز الثالث في بطولة العالم لسباق 500 سي سي خلف جياكومو أغوستيني وكيث تورنر.